# 나이토 사다요시
나이토 사다요시(일본어: 内藤貞幹, 1746년 ~ 1778년 7월 17일)는 일본 에도 시대의 다이묘로, 유나가야번의 6대 번주이다. 관위는 종5위하, 도노모노카미, 이가노카미, 이나바노카미이다.
기슈번주 도쿠가와 무네나오의 여섯 번째 아들로 태어났다. 유나가야 번의 5대 번주 나이토 마사노부가 1761년 음력 11월 14일에 은거하자 그의 양자가 되어 그 뒤를 잇고 관위를 서임받았다. 1778년 음력 6월 23일, 33세의 나이로 사망하였으며, 둘째 아들 마사히로가 그 뒤를 이었다.
| 전임 나이토 마사노부 | 제6대 유나가야번 번주 1761년 ~ 1778년 | 후임 나이토 마사히로 |